# Dirk-Jan van Baar
Theodorus Johannes Josephus (Dirk-Jan) van Baar (Bodegraven, 7 maart 1957 − Amsterdam, 21 september 2019) was een Nederlands docent, Ruslandkundige, journalist en columnist.

## Biografie
Van Baar studeerde geschiedenis en internationale betrekkingen aan de Rijksuniversiteit Utrecht. Vanaf 1986 tot aan 2008 doceerde hij dat vak aan zijn alma mater, te Nijmegen en laatstelijk aan de Universiteit van Amsterdam. Maar hij werd vooral bekend vanwege zijn artikelen en columns in onder andere HP/De Tijd, De Groene Amsterdammer, Internationale spectator, Intermediair, en op de websites raamoprusland.nl en De Dagelijkse Standaard. Hij heeft voor dat alles in de loop der decennia duizenden artikelen geschreven.
Voor zover bekend was zijn eerste werk een vertaling van een werk van Walter Laqueur over Rusland. Voorts werkte hij in 1999 mee aan Het aanzien van een millennium. In 2004 werkte hij mee aan Naar een Europese Grondwet.
Dirk-Jan van Baar overleed na een lange ziekte in 2019 op 62-jarige leeftijd.

### Eigen werk
- [co-auteur] Het aanzien van een millennium. Kroniek van historische gebeurtenissen van de Lage Landen 1000-2000. Utrecht, 1999.

### Vertaling
- Walter Laqueur, De lange weg naar vrijheid. Rusland en de glasnost. Naarden, 1990.